# Walt Disney Core Studios
Pour les articles homonymes, voir Walt Disney Studios.
Walt Disney Core Studios est le nom officiel de la filiale de Disney qui possède les différents lieux de tournages pour les productions de Disney. La société est aussi appelée Disney Core (Studio) Services, le terme "studio" étant parfois omis afin de souligner l'aspect de service rendu à des sociétés de productions cinématographiques ou télévisuelles.
Elle comprend plusieurs services dont
- Buena Vista Imaging
- Buena Vista Opticals
- Buena Vista Sound

## Historique
L'histoire de ce service débute avec celui du studio Disney en 1923 mais ce n'est qu'avec les premières productions cinématographiques en prises de vue réelles dans les années 1940 puis télévisuelles dans les années 1950 que le studio se dote d'équipes plus diversifiées que celles nécessaires à l'animation.
En 1959 Walt Disney acheta une grande propriété avec de nombreux décors naturels sur une petite zone, c'est le Golden Oak Ranch.
Lors du rachat en 1996 de ABC par Disney, le ABC TV Center situé sur la Prospect Avenue devint une propriété de Disney. Il fut rénové en 2002 et rebaptisé Prospect Studios.
En 2001 Disney a ouvert des studios pour ABC sur Times Square à New York, sobrement appelés Times Square Studios.
Le 29 octobre 2009, Disney a annoncé vouloir augmenter le nombre de studio de tournage à sa disposition en créant un studio sur une parcelle de 56 acres (0,2 km2) du Golden Oak Ranch située en bordure de l'autoroute. Ce site baptisé Disney-ABC Studios at the Ranch devrait nécessiter un budget de 522 millions de $ et compter plusieurs studios fermés pour un total de 216 000 pieds carrés (20 067,1 m2) ce qui doublerait la superficie des studios Disney.

## Lieux de tournage
Ainsi le siège social comporte huit "stages" (studios d'enregistrements) pour les films et la télévision ainsi que quatre autres pour les techniques sonores. Voir l'article sur Walt Disney Studios Burbank.
- les Disney Prospect Studios à Los Angeles
- le Disney's Golden Oak Ranch à Los Angeles
- les Times Square Studios de ABC